# Robert Chase
Dr. Robert Chase je fiktivní postava v seriálu Dr. House, kterou ztvárnil Jesse Spencer. Jeho specializace je intenzivní péče a kardiologie. V prvních třech sériích je členem diagnostického týmu Gregory House ve fakultní nemocnici Princeton-Plainsboro. Ve čtvrté sérii je v nemocnici zaměstnám jako chirurg. Je Australan s českými předky, na škole navštěvoval katolický seminář. Jeho rodina je bohatá, ale on se ke jmění nehlásí. Jeho otec (Rowan Chase) se ujal jeho výchovy poté, co se jeho matka upila k smrti. Sám pak zemřel na rakovinu plic, což mělo za následek nedbalou péči a smrt jedné z Robertových pacientek.
Patří mezi nejstarší členy Housova týmu. Bez otázek plní Housovy pokyny a podporuje jeho vize, čímž se dostává do konfliktu s Foremanem. Práce je pro něj velmi důležitá a když miliardář a předseda správní rady nemocnice Edward Vogler začne tlačit na Housův tým, tak na House začne donášet. Velmi často je terčem Housových vtipů a urážek. Měl poměr s Cameronovou. Poprvé, když byla pod vlivem drog a později měli vztah založený pouze na sexu. Nyní už oba krapet dospěli a pokoušejí se o vztah založený i na něčem jiném.
V jednu chvíli je dokonce Housem vyhozen z týmu a v nemocnici pracuje jako chirurg, potom je ale vzat zpět.
Zatímco po nějaké době jeho vztah s Allison jen kvete, dojde u nich k prudké rozepři. Vše začne tím, že Chase tajně poruší Hippokratovu přísahu a zabije diktátora, který v Princetonu leží. Sám je z toho potom nešťastný a nechce chodit do oddělení, kde tento čin spáchal. Ostatní členové týmu mu odpustí a Houseovi, kterému na pacientech nezáleží, to nevadí. Když o tom ale řekne Cameronové, sice prohlásí, že se s tím smíří, ale chce navždy odjet z New Jersey. Chase má ale svou práci rád a tak ho Cameronová, která je i tak kvůli své povaze v rozpacích, opustí, což Chase zasáhne více, než tuší. Nicméně se s tím vyrovná a v současnosti je v Houseově týmu s Foremanem, Třináctkou a Taubem.